# آویوا

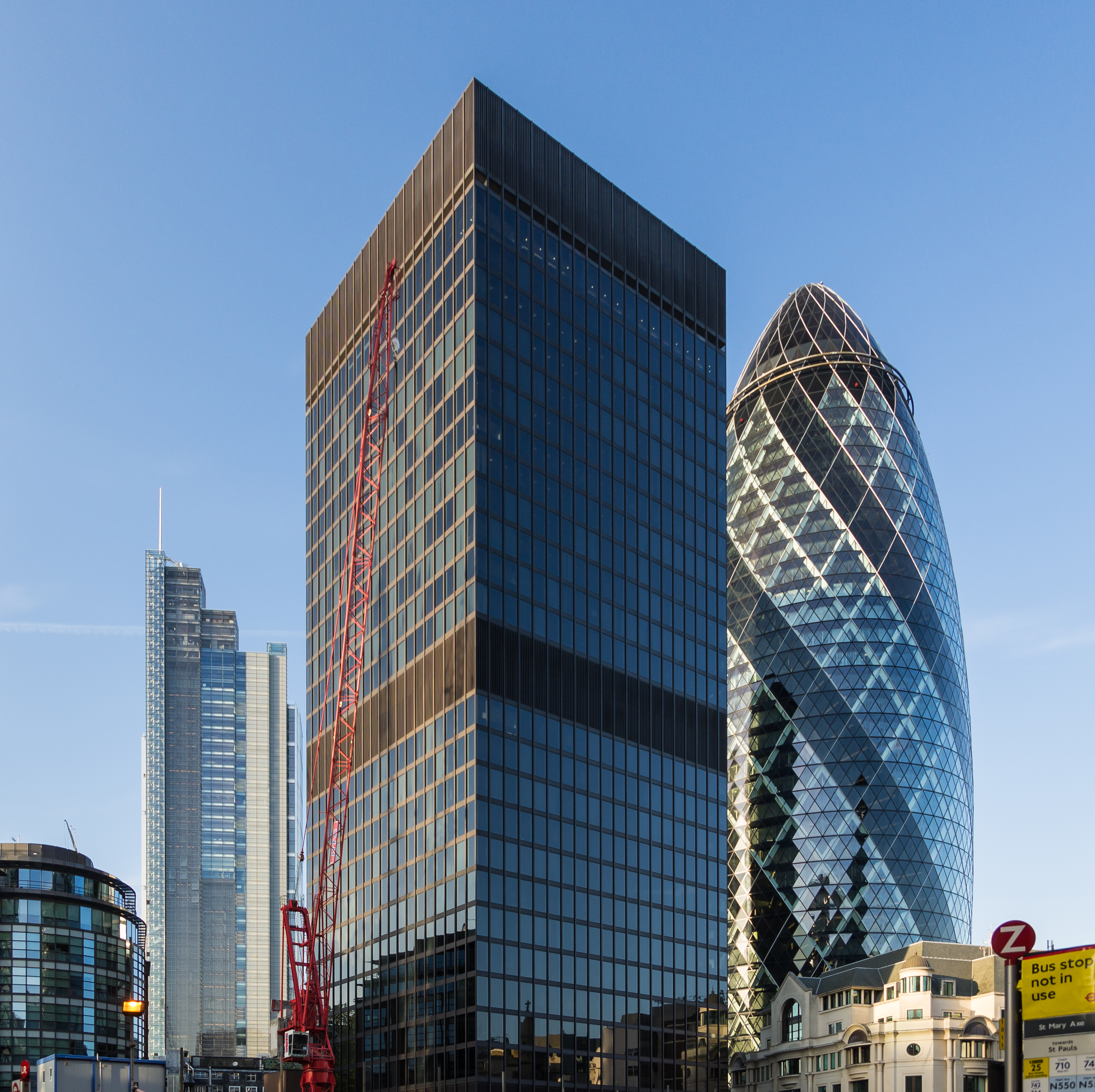
دفتر مرکزی شرکت آویوا در لندن

آویوا (به انگلیسی: Aviva) شرکت خدمات بیمه بریتانیایی و چندملیتی است، که دفتر مرکزی آن در شهر لندن، انگلستان مستقر می‌باشد.
شرکت آویوا با ۴۳ میلیون مشتری در ۲۱ کشور جهان، از نظر میزان درآمد سالیانه در رتبه ششم از بزرگ‌ترین شرکت‌های بیمه جهان قرار دارد. دفاتر خدماتی این شرکت در قاره‌های آسیا، اروپا و آمریکای شمالی متمرکز می‌باشد. بخشی از سهام شرکت آویوا در بازارهای بورس لندن و بورس نیویورک معامله می‌شود.